# إحسان عباس
إحسان رشيد عبد القادر عباس (2 ديسمبر 1920 – 30 يوليو 2003) ناقد ومحقق ومترجم فلسطيني. يُلقب بشيخ المحققين والنقاد العرب. كان أستاذاً فلسطينياً في الجامعة الأمريكية في بيروت، وكان يُعتبر شخصية بارزة في الدراسات العربية والإسلامية في الشرق والغرب خلال القرن العشرين. ألف عباس «ما يزيد عن مائة كتاب»، خلال مسيرته الأدبية، واشتهر بأنه أحد أبرز علماء اللغة العربية وآدابها وكان ناقدًا أدبيًا مرموقًا. عند وفاته، نعاه مؤرخ كلية لندن الجامعية لورانس كونراد واصفا إياه براعي للتراث والثقافة العربيين، وشخصية هيمنت دراساتها على الحياة الفكرية والثقافية في الشرق الأوسط لعقود. حصل عباس على جائزة الملك فيصل العالمية من مؤسسة الملك فيصل الخيرية عام 1980. كما كان مساهمًا مهمًا في المجلة الثقافية العربي، وكان المترجم العربي لكتاب هرمان ملفيل موبي ديك.

## حياته
وُلد عباس في قرية عين غزال الفلسطينية بالقرب من حيفا في 2 ديسمبر 1920، وفيها درس على يد أستاذ الدين تقي الدين النبهاني، وكان يحضر خطب عز الدين القسام في مسجد الاستقلال، وفيها أنهى المرحلة الابتدائية. طرد سكان القرية من قبل المستعمرين الإسرائيليين في عام 1948 وقت حرب عام 1948، وتم تدميرها لاحقًا خلال عملية شوتر. عندما كان طفلاً، كانت الكتب الوحيدة في منزل عائلته هي القرآن وموسوعة عربية شهيرة من القرن الخامس عشر تُعرف باسم المستطرف. غالبًا ما حزن عباس عندما كان يسمع اسم هذا الأخير بسبب الذكريات التي ربطها به. نشأ عباس في فلسطين، أكمل دراسته الثانوية في حيفا وعكا قبل أن يلتحق بالكلية العربية في القدس من عام 1937 إلى عام 1941. ثم أمضى عباس السنوات الأربع التالية في التدريس في كلية في صفد وحصل على بكالوريوس الآداب في الأدب العربي من جامعة القاهرة في عام 1950. وتأثر ثقافيًا بمجلة الرسالة في مطلع شبابه إذ سماها «المعلم الأكبر»، ففيها كان يكتب نخبة من الأدباء والمثقفين العرب أمثال طه حسين ومصطفى الرافعي وأحمد حسن الزيات وزكي مبارك.
على مدى السنوات العشر التالية، تنقل عباس بين دراسته في القاهرة حيث حصل على ماجستير في الآداب ودكتوراه في الفلسفة، وعمله في كلية جوردون التذكارية وجامعة الخرطوم. ركزت رسالة ماجستير عباس على الثقافة الأدبية العربية في صقلية، بينما كانت أطروحة الدكتوراه الخاصة به حول موضوع الزهد الديني وتأثيره في الثقافة الأموية. في نهاية فترة عمله بالسودان، تم تعيينه أستاذاً في قسم الأدب العربي في الجامعة الأمريكية في بيروت، وهو المنصب الذي شغله حتى تقاعده عام 1985. ظل عباس نشطًا بعد التقاعد، حيث قام بتنفيذ مشاريع بحثية للجامعة الأردنية، وخاصة في الأدب العربي الأندلسي وترجمة الأدب العالمي إلى اللغة العربية.
كان عباس غالبًا في قلب الحياة الفكرية أينما كان، وكانت الصداقة الحميمة مع زملائه جزءًا مهمًا من حياته. كان عباس مشاركًا مهمًا في تجمعات مقهى نجيب محفوظ في القاهرة خلال الخمسينيات والستينيات. في خضم الحرب الأهلية اللبنانية عام 1981، ربما كان النشاط الفكري الأبرز في بيروت المستمر رغم الصراع هو لقاء أسبوعي للمثقفين والأكاديميين في منزل عباس.
توفي عباس في عمان، الأردن في 29 يناير 2003، عن عمر يناهز 82 عامًا بعد صراع طويل مع المرض. في 14 كانون الأول 2005، أقيمت ندوة لمدة يوم في جامعة بيرزيت على شرف ولمناقشة إنجازات عباس الحياتية وإسهاماته في مجالات الدراسات العربية والإسلامية. تضمن الحضور باحثين زائرين من جامعة الخليل، وجامعة بيت لحم ، وجامعة النجاح الوطنية.

## الآراء
كان عباس منتقدًا للتركيز على الانقسام بين الشمال والجنوب العالميين، مؤكداً على ضرورة تحسين نوعية الحياة في العالم الثالث بدلاً من الصراع بين الشمال والجنوب. كما دافع عباس عن المساهمات في الدراسات العربية والإسلامية التي قدمتها الأبحاث الإسرائيلية وفقًا له، وفي إحدى المرات رد غاضبًا عندما قال طالب أن الأكاديميين الإسرائيليين غير قادرين على إتقان اللغة العربية، وهو ادعاء اعتبره عباس «عنصريًا».
يعتقد عباس، مثل معظم مؤرخي الأدب العربي الآخرين، أن السيرة والسيرة الذاتية في اللغة العربية تميل إلى اختزال الموضوع إلى نوع وليس إلى فرد. كما أيد المشاعر القائلة بأن وصف المدينة كنوع أدبي وتفاصيل الحياة الحضرية في الشعر العربي يكشفان التحيزات الأيديولوجية للكاتب. كان عباس أيضًا مدافعًا عن كتاب المواكب لجبران خليل جبران، واعتبره مقياسًا للأدب الذي أنتجته حركة النهضة العربية في الولايات المتحدة.

## مؤلفاته
كان غزير الإنتاج تأليفا وتحقيقا وترجمة من لغة إلى لغة؛ فقد ألف ما يزيد 25 مؤلفا بين النقد الأدبي والسيرة والتاريخ، وحقق ما يقارب 52 كتابا من أمهات كتب التراث، وله 12 ترجمة من عيون الأدب والنقد والتاريخ. ووصل مجموع أعماله إلى 100 عمل، وقد كان مقلا في الشعر لظروفه الخاصة كونه معلما وأستاذا جامعيا، وقد أخذه البحث الجاد والإنتاج النقدي الغزير من ساحة الشعر والتفرغ له.
كان عباس رجل أدب مشهور وكاتبًا غزير الإنتاج خلال حياته. أعاد نشر معجم السيرة الذاتية لابن بسام من القرن الثاني عشر، الذي خصص لمفكري شبه الجزيرة العربية، وحرره في ثمانية مجلدات ضخمة. حلل عباس شعر عبد الوهاب البياتي وأهمية إشارات البياتي إلى سيزيف وبروميثيوس. رأى عباس الإشارات على أنها رمزية فلسفية، بينما ربطها موريه بسقوط الحزب الشيوعي العراقي. ساهم عباس بشكل كبير في تاريخ الأدب والكتاب العرب، وكان مسؤولاً عن جمع أعمال عبد الحميد الكاتب عام 1988، وكشف عن رسائل مؤرشفة بين السكرتير الأموي وآخر خليفة أموي مما سلط الضوء على الأعمال الداخلية للخلافة في أيامها الأخيرة. كان أيضًا أحد الكتاب القلائل الذين قاموا بتحليل نقدي للخوارج. على الرغم من تحفظه في الكشف عن معتقداته الخاصة، فقد تمسك عباس بالإسلام السني ومال إلى المذهب الظاهري في الفقه الإسلامي. كان مسؤولاً عن إحياء أعمال ابن حزم، أحد الفلاسفة الرئيسيين للمذهب وللإسلام بشكل عام، وتحرير العديد منها وإعادة نشرها، بل وكشف أعمال غير منشورة سابقًا عن نظريات ابن حزم القانونية من أرشيفات مختلفة؛ يعتبر إصدار عباس عام 1983 لطبعته من كتاب ابن حزم في النظرية القانونية «إحكام» لحظة مهمة في تاريخ الفكر العربي والإحياء الحداثي للمنهج القانوني الظاهري.
كما شارك عباس في عدد من المشاريع التعاونية خلال مسيرته المهنية. عمل إلى جانب كليفورد إدموند بوسورث، وجاكوب لاسنر، وإحسان يارشاطر وفرانز روزنتال، في هيئة تحرير كتاب وليام مونتغمري واط، محمد في مكة، والذي هو في حد ذاته ترجمة جزئية وملخص لكتاب محمد بن جرير الطبري عن تاريخ الأنبياء والملوك. من 1951 إلى 1952، ساعد عباس زميله الباحث أحمد أمين وتلميذه شوقي ضيف في تحرير وإعادة نشر مختارات من المساهمات المصرية في الشعر العربي خلال العصور الوسطى، والتي كان يُعتقد سابقًا أنها قليلة أو غير موجودة.

### تأليف أو تحرير
1. الحسن البصري- دراسة- القاهرة 1952.[28]
2. عبد الوهاب البياتي والشعر العراقي الحديث -دراسة- بيروت 1955.[29]
3. فن الشعر - بيروت 1953.[30]
4. فن السيرة -بيروت 1956.[31]
5. أبو حيان التوحيدي -دراسة- بيروت 1956.[32]
6. الشعر العربي في المهجر الأمريكي -دراسة مع محمد يوسف نجم -بيروت 1957.[33]
7. الشريف الرضي -دراسة- بيروت 1959.[34]
8. العرب في صقيلة- دراسة- القاهرة 1959.[35]
9. تاريخ الأدب الأندلسي: عصر سيادة قرطبة.[36]
10. الذيل والتكملة -ج5- بيروت 1965.
11. الذيل والتكملة -ج6- بيروت 1973.
12. عزّة -بيروت 1971.[37]
13. التشبيهات من أشعار أهل الأندلس لابن الكتاني -1966.[38]
14. بدر شاكر السياب، دراسة في حياته وشعره- بيروت 1969[39]
15. اتجاهات الشعر العربي المعاصر، عالم المعرفة، مدينة الكويت 1978.[40]
16. تاريخ النقد الأدبي عند العرب : نقد الشعر من القرن الثاني حتى القرن الثامن الهجري، بيروت، 1978[41]
17. أمثال العرب للمفضل الضبي -1980.[42]
18. الذخيرة -التذكرة الحمدونية لابن حمدون -بيروت 1983.[43]
19. ليبيا في كتب التاريخ -بالاشتراك مع د.محمد يوسف نجم -بنغازي 1968.[44]
20. ليبيا في كتب الجغرافيا والرحلات - بالاشتراك مع د. محمد يوسف نجم -بنغازي 1968.[45]
21. فوات الوفيات لابن شاكر الكتبي -5أجزاء- بيروت 73-1977.[46]
22. الروض المعطار في خبر الأقطار لابن عبد المنعم الحميري- بيروت 1975.[47]
23. أنساب الأشراف للبلاذري -القسم الرابع -ج1- بيروت 1979.[48]
24. سرور النفس بمدارك الحواس الخمس للتيفاشي - بيروت 1980.[49]
25. مرآة الزمان للسبط بن الجوزي -بيروت 1985.[50]
26. الأغاني للأصفهاني. دار صادر، بيروت ط 1، 2008[51]
27. معجم الأدباء لياقوت الحموي، دار الغرب الإسلامي، ط 1، 1993[52]
28. تاريخ بلاد الشام في عصر المماليك 648-923 هـ / 1250-1517 م، عمان، الأردن، 1998.[53]
29. بحوث في تاريخ بلاد الشام : تاريخ دولة الأنباط، دار الشروق للنشر والتوزيع، عمان، الأردن.[54]
30. معجم العلماء والشعراء الصقليين، دار الغرب الإسلامي، بيروت، 1994.[55]
31. تاريخ الأدب الأندلسي : عصر ملوك الطوائف، دار الثقافة، بيروت، 1978.[56]
32. دراسات في الأدب الأندلسي، الدار العربية للكتاب، 1976.[57]
33. تاريخ بلاد الشام من قبل الإسلام حتى بداية العصر الأموي، 600-661، الجامعة الأردنية، عمان، الأردن، 1990.[58]
34. تاريخ الأدب الأندلسي : عصر الطوائف والمرابطين، دار الثقافة، بيروت، 1971.[59]
35. أزهار برية : شعر، دار الشروق، الأدرن، 1999.[60]
36. عبد الحميد بن يحيى الكاتب وما تبقي من رسائله ورسائل سالم أبي العلاء، دار الشروق، الأردن، 1988.[61]
37. الحرية والديمقراطية وعروبة مصر، المؤسسة العربية للدراسات والنشر، 1993.[62]
38. شمال الجزيرة العربية في العهد الآشوري، لجنة تاريخ بلاد الشام، الأردن، 1991.[63]
39. بحوث ودراسات في الأدب والتاريخ، دار الغرب الإسلامي، بيروت، 2000.[64]
40. تاريخ بلاد الشام في العصر الأموي 41-132 هـ / 661-750 م، الجامعة الأردنية، 1999.[65]
41. تاريخ بلاد الشام في العصر العباسي 132-255 هـ / 750-870 م، لجنة تاريخ بلاد الشام، 1992.[66]
42. تاريخ ليبيا منذ الفتح العربي حتى مطلع القرن التاسع الهجري، 1967.[67]
43. الوزير المغربي أبو القاسم الحسين بن علي العالم الشاعر الأثر الثائر، دار الشروق، 1988.[68]
44. فصول حول الحياة الثقافية والعمرانية في فلسطين، المؤسسة العربية للدراسات والنشر، 1993.[69]
45. أخبار وتراجم أندلسية : مستخرجة من معجم السفر للسلفي، دار الثقافة، 1985.[70]
46. نون الشعر، دار الشروق، 1992.[71]
47. عبد العزيز الدوري : إنسانا، مؤرخا، ومفكرا، مؤسسة عبد الحميد شومان، 2000.[72]
48. تاريخ بلاد الشام في عهد الأتابكة والأيوبيين 490-650، الجامعة الأردنية، 1998.[73]
49. ملامح يونانية في الأدب العربي، المؤسسة العربية للدراسات والنشر، 1993.[74]

### ترجمة
1. فن الشعر لأرسطو -القاهرة 1950
2. النقد الأدبي ومدارسه الحديثة لستانلي هايمن -بالاشتراك مع د.محمد يوسف نجم -بيروت 1958- 1960 (جزآن).
3. دراسات في الأدب العربي لفون جرونباوم بالاشتراك مع كمال اليازجي وأنيس فريحة ومحمد يوسف نجم - بيروت 1959.
4. أرنست همنغواي لكارلوس بيكر -بيروت 1959.
5. فلسفة الحضارة أو المقال في الإنسان لأرنست كاسيرر -بيروت 1961.
6. يقظة العرب لجورج أنطونيوس -بالاشتراك مع د.ناصر الدين الأسد- بيروت 1962.
7. دراسات في حضارة الإسلام للسير هاملتون جب -بالاشتراك مع د. محمد يوسف نجم ود. محمد زايد- بيروت 1964.
8. موبي ديك -لهيرمان ملفيل -بيروت 1956.
9. ت.س. إليوت لمائين -بيروت 1965

### تحقيق
حقق احسان عباس المخطوطات الآتية:
1. وفَيات الأعيان لابن خلّكان (8 أجزاء). بيروت: دار الثقافة، 1968-1972.
2. نفح الطيب في غصن الأندلس الرطيب للمقّري التلمساني (8 أجزاء). بيروت: دار صادر، 1968.
3. فصل المقال في شرح كتاب الأمثال لأبي عبيد البكري . بيروت: مؤسسة الرسالة، 1971.
4. فوات الوَفيات لمحمد بن شاكر الكتبي (4 أجزاء). بيروت: دار صادر، 1973.
5. الذخيرة في محاسن أهل الجزيرة لابن بسام (4 أجزاء). بيروت: دار الثقافة، 1975.
6. رسائل ابن حزم الأندلسي (4 أجزاء). بيروت: المؤسسة العربية للدراسات والنشر، 1980-1983.
7. التذكرة الحمدونيّة لابن حمدون ، بالاشتراك مع بكر عباس، (10 أجزاء). بيروت: دار صادر، 1987.
8. معجم الأدباء لياقوت الحموي (7 أجزاء). بيروت: دار الغرب الإسلامي، 1993.
9. كتاب الأغاني للأصفهاني ، بالاشتراك مع إبراهيم السعافين وبكر عباس (25 جزءاً). بيروت: دار صادر، 2002.

## وفاته
توفي فجر يوم الأربعاء الأول من جمادى الثانية 1424هـ الموافق 30 يوليو 2003 في عمان، الأردن.

## تكريمه
نال إحسان عباس تقديرا وأوسمة وجوائز في حياته منها:
1. وسام المعارف اللبناني، 1981
2. جائزة جامعة كولومبيا للترجمة، 1982
3. جائزة الملك فيصل العالمية للأدب العربي، 1988
4. وسام القدس، منظمة التحرير الفلسطينية، 1988
5. جائزة سلطان العويس الثقافية للنقد الأدبي، 1992
6. شهادة دكتوراة فخرية في الاداب الإنسانية من جامعة شيكاغو، 1993
7. جائزة «مؤسسة الفرقان للتراث الإسلامي»، 2002

كما كرمته وزارة الثقافة المصرية و«مؤسسة عبد الحميد شومان»؛ قلَّده رئيس الجمهورية اللبنانية «وسام الأرز من رتبة فارس» عام 1999. فيما قام ملتقى فلسطين الثقافي بإنشاء «جائزة إحسان عباس للإبداع والثقافة» تخليدا لذكراه.

## كتب عنه
1. خليل الشيخ، تحولات الشخصية في غربة الراعي، قراءة في سيرة إحسان عباس الذاتية، مجلة البصائر، 1998.
2. خليل الشيخ، إحسان عباس وفن السيرة: قراءة في تفكيره النقدي، في كتاب: إحسان عباس، ناقدًا، محققًا، مؤرخًا، مؤسسة عبدا

لحميد شومان، 1998.